# چارلز ویگن (ورزشکار)
چارلز ویگن (انگلیسی: Charles Wiggin; ۸ ژانویهٔ ۱۹۵۰ – ) ورزشکار روئینگ اهل بریتانیا بود.
وی در مسابقات کشوری و بین‌المللی در مجموع برندهٔ ۱ مدال برنز شده‌است.